# Isaiah Crawford
Isaiah Jordan Crawford, född 1 november 2001 i Fort Worth i Texas, är en amerikansk professionell basketspelare (SF) som spelar för Houston Rockets i National Basketball Association (NBA). Han har tidigare spelat för Sacramento Kings.
Crawford blev aldrig NBA-draftad.
Innan han blev proffs studerade Crawford på Louisiana Tech University och spelade för deras idrottsförening Louisiana Tech Bulldogs.